# アレキサンダー・ボクセンバーグ
アレキサンダー・ボクセンバーグ（Alexander Boksenberg、1936年3月18日 - ）はイギリスの天文学者である。光子計数式画像検出装置（image photon-counting system ：IPCS）を開発した他、紫外線観測装置の開発で知られる。1981年から1995年までグリニッジ天文台の天文台長を務めた。
ロンドン大学で学び、ユニヴァーシティ・カレッジで博士号を得た。1965年からユニヴァーシティ・カレッジの物理学講師、1976年から教授を務める。1981年からグリニッジ天文台の天文台長を務めた。1978年に王立協会フェロー選出。
1960年代から開発を始め、1973年にパロマー天文台で効果が確認された光子計数式画像検出装置は、多くの望遠鏡に設置された。また紫外線天文学のための装置も設計し、高空の気球により観測やヨーロッパ宇宙機関が1972年に打ち上げた紫外線天文衛星TD-1Aや1978年に打ち上げられた国際紫外線衛星で使用された。
1998年に王立天文学会から、ジャクソン＝グウィルト・メダル、1999年に王立協会からヒューズ・メダルを受賞した。
小惑星 (3205)ボクセンバーグに命名された。